# Pak Kyongni
Pak Kyongni (ur. 28 października 1926 w Tongyeongu, zm. 5 maja 2008 w Seulu) – koreańska prozaiczka i poetka.
Międzynarodową sławę przyniosła jej wydawana od 1969 powieść-rzeka T'oji (Ziemia) uznana za arcydzieło literatury koreańskiej, będąca kroniką burzliwej historii Korei od 1897 do 1945 roku; łącznie 21 tomów. Dzięki tej powieści została uznana za jedną za najwybitniejszych współczesnych koreańskich pisarek. Jest autorką utworów o tematyce wiejskiej. Jej ważniejsze powieści to m.in. P'yoryudo (Dryfowanie, 1959), Kim yakkuk ŭi ttaltŭl (Córki aptekarza Kima, 1962) i Sijang kwa chŏnjang (Rynek i pole walki, 1964), której bohaterka została wdową w wyniku działań zbrojnych wojny koreańskiej; opiera się na osobistych doświadczeniach Pak. Napisała też kilka poematów na temat ważności ochrony środowiska. Założyła Centrum Kultury Toji w Wonju, które wychowywało młodych pisarzy i zachęcało do rozwijania świadomości ekologicznej. Otrzymała wiele nagród literackich.